# Égypte aux Jeux mondiaux de 2009
Cet article contient des informations sur la participation et les résultats de l' Égypte aux Jeux mondiaux de 2009 à Kaohsiung à Taïwan.

## Médailles

### Or
| Sport              | Discipline | Sportifs |
| Médailles d'or : 0 |            |          |

### Argent
| Sport                  | Discipline         | Sportifs    |
| Médailles d'argent : 1 |                    |             |
| Karaté                 | Kumite Open Hommes | Kestha Hany |

### Bronze
| Sport                   | Discipline           | Sportifs          |
| Médailles de bronze : 3 |                      |                   |
| Karaté                  | Kumite −70 kg Hommes | Tamer Morsy       |
| Bodybuilding            | Kumite −85 kg Hommes | Mohamed Kotb      |
| Squash                  | Simple Dames         | Omneya Abdel Kawy |